# Сталь-Гольштейн, Огюст-Луи де
Барон Огюст-Луи де Сталь-Гольштейн (фр. Auguste-Louis de Staël-Holstein; 31 августа 1789, Париж — 11 ноября 1827, Коппе) — французский писатель
, публицист, литературовед, филантроп.

## Биография
Старший сын Мадам де Сталь и Эриха Магнуса Сталь фон Гольштейна, внук Жака Неккера.
По некоторым данным был побочным сыном Мадам де Сталь от графа Луи-Мари-Жака-Альмарика де Нарбонна-Лара, внебрачного сына Людовика XV.
Юные годы провёл в Коппете, где Неккер и его мать руководили его ранним образованием. Некоторое время посещал протестантскую школу в Женеве, затем приехал с матерью в Париж. После того, как мать была изгнана Бонапартом из Франции, вернулся с ней в Швейцарию, затем отправился в Германию.
После падения Наполеона барон де Сталь вернулся в Париж, куда устремилась его мать. Затем совершал ряд поездок в Англию и на юг Франции и, как один из руководителей Библейского общества, вёл активную протестантскую пропаганду. Обладатель большого состояния, посвятил его благотворительной деятельности, совершенствованию методов земледелия, ревностно заботился об отмене работорговли.
Написал ценные «Lettres sur l’Angleterre»; его «Notice sur M. Necker» (1820) вошло в полное собрание сочинений его деда Жака Неккера.
Его «Oeuvres diverses» были изданы в Париже в 1829 г., «Oeuvres inédites» — в 1836 г.